# Каус, Ингер Ирвинг
И́нгер И́рвинг Ка́ус (англ. Eanger Irving Couse; 3 сентября 1866, Сагино, Мичиган — 26 апреля 1936, Альбукерке, Нью-Мексико) — американский художник. Картины Кауса посвящены жизни индейцев, штату Нью-Мексико и в целом северо-западу США.
По поводу произношения своей не традиционной для английского языка фамилии он ответил корреспонденту журнала The Literary Digest, что она рифмуется со словом house.

## Биография
Родился 3 сентября 1866 года в городке Сагино в штате Мичиган в семье преуспевающих фермеров. Ещё в детстве рисовал там индейцев из племени оджибве, проживавших поблизости. В возрасте 16 лет окончил школу, после чего обучался в Чикагском институте искусств и в художественной школе при Национальной академии дизайна в Нью-Йорке. 
В конце 1886 года уехал в Париж, где обучался в Школе изящных искусств и частной Академии Жюлиана под руководством Вильяма Адольфа Бугро и Тони Робера-Флёри. В конце 1887 года познакомился в Париже с молодой американкой Вирджинией Уолкер, дочерью скотовода из штата Вашингтон, приехавшей учиться живописи, и в 1889 году вступил с ней в брак. 
В 1892 году Каус представил на Парижском салоне свою написанную годом ранее первую известную картину на индейскую тему «Пленница» (англ. The Captive), посвящённую трагическим событиям «резни Уитменов» в 1847 году, когда кайюсы убили 13 и пленили 54 члена семей миссионеров близ современного города Уолла-Уолла на Орегонской земле. Моделями для этого имевшего «салонный размер» полотна ему послужили собственная жена и знакомый индеец из племени кликитатов. После того как в 1991 году эта картина экспонировалась на выставке Национального музея американского искусства «Запад как Америка» (англ. The West as America), она вызвала оживлённые дискуссии из-за неоднозначной интерпретации замысла художника и современных трактовок его расовых, социальных и сексуальных мотивов в контексте эпохи.
В 1893 году Каус поселился в приморском городке Этапль (совр. регион О-де-Франс), где у него родился сын Кибби. Он прожил во Франции, в общей сложности, более 10 лет, делая бытовые зарисовки и создавая пейзажи побережья Нормандии и Пикардии.
В 1897 году художник с семьёй вернулся в Соединённые Штаты, поселившись в штате Орегон, а весной следующего года основал зимнюю студию в Нью-Йорке, но вскоре оставил его, отправившись в творческое путешествие по штатам Коннектикут, Вашингтон, Нью-Мексико и др. В 1899 году выставил в Бостонском художественном клубе три своих картины: «Индеец кайюс», «Материнство» и «Лагерь племени якама». В те годы многих американских художников и писателей привлекала ещё мало затронутая цивилизацией, но уже исчезавшая культура коренных племён и поселенцев на Диком Западе, которую они стремились запечатлеть в как можно более «первозданном» виде до полного её исчезновения. 
В мае 1902 года Каус прибыл с этой целью в Таос (Нью-Мексико), где был представлен местному сообществу художников своим другом Эрнестом Блуменшайном, основавшим в 1898 году местную художественную колонию (англ. Taos Society of Artists). Посвятил своё дальнейшее творчество портретным зарисовкам, бытовой культуре и обычаям проживавшей там группы племён пуэбло, устроив для этого полевую студию в расположенном к северу от города древнем индейском поселении Таос-Пуэбло. В 1909 году приобрёл на Кит Карсон-роуд в Таосе старинный дом, построенный ещё в 1839 году и принадлежавший сначала капитану Джеймсу Куинну, а после священнику Габриэлю Усселу, где устроил галерею и разбил обширный сад. 
Принимал активное участие в деятельности местной арт-колонии, а в 1915 году стал одним из основателей местной художественной школы и первым президентом местного общества художников. Одним из шедевров Кауса этого периода считается полотно «Вождь таосов Нога Лося» (1909), писавшееся с любимой модели художника индейца Джерри Мирабала, которое было приобретено для коллекции национального искусства Соединенных Штатов коллекционером и меценатом Уильямом Т. Эвансом и ныне хранится в Смитсоновском музее американского искусства в Вашингтоне.
В 1911 году был избран членом Национальной академии дизайна, а в 1914 году выполнил свой первый заказ для железнодорожной кампании Санта-Фе. Также до 1928 года сохранял свою зимнюю студию в Нью-Йорке, периодически работая и экспонируя в ней свои картины. 
Вплоть до своей смерти ездил на зарисовки в индейские селения штата, художественно документируя традиционную культуру коренных племён. Двумя другими излюбленными моделями художнику служили Бен Лухан и Джеронимо Гомес, позировавшие для многих его полотен. 
Умер 26 апреля 1936 года в Альбукерке и был похоронен, согласно завещанию, в Таос-Пуэбло. Его особняк после смерти не перестраивался, и сохраняется в качестве его дома-музея, который внесён в Национальный реестр 30 важнейших исторических мест и Реестр культурных ценностей штата Нью-Мексико.

## Награды
Неоднократно выставлял свои работы и завоёвывал призы на выставках Парижского салона, Чикагского института искусств, Национальной академии дизайна (вторая премия Халлгартена, 1900; первая премия Халлгартена, 1902; премия Альтмана, 1916), Клуба Салмагунди (премия Исидора, 1917). 
В 1921 году был удостоен премии Липпинкотта Пенсильванской академией изящных искусств. Получил награды Американской выставки в Буффало, Музея изящных искусств в Бостоне, вашингтонской Галереи искусства Коркоран. В 1915 году получил серебряную медаль приуроченной к открытию Панамского канала Панамо-Тихоокеанской международной выставки в Сан-Франциско. 
Его работы также участвовали в художественных конкурсах на Летних Олимпийских играх 1928 года и Летних Олимпийских играх 1932 года.
Сегодня они хранятся во многих музеях США, включая коллекцию Дэвида и Пегги Рокфеллер Музея изящных искусств в Бостоне, а также в ряде зарубежных собраний.
В 2001 году для сохранения и восстановления имущества и творческого наследия художника образован был Фонд Кауса, выдающий исследовательские гранты и организующий благотворительные туры.

## Галерея работ
- «Ужение рыбы» (1890)
- «Тапати» (1891)
- «Источник» (1903)
- «Индейская песня о любви» (1905)
- «Охотник на индюшек» (1906)
- «Мастер» (1909)
- «Влюблённые» (1909)
- «Продавец посуды» (1916)
- «Пуэбло, рисующий качина» (1917)
- «Изготовитель колчанов» (1918)
- «С чувством удовлетворения» (1918)
- «Песня урожая» (1920)
- «Священное озеро» (1921)
- «Охотник-индеец» (1925)
- «Осенняя луна» (1927)
- «Ткачиха одеял» (1934)
- «Охотники на перепелов»
- «Девушка пуэбло»
- «Жёлтое одеяло»
- «Шаманский ритуал»